# بلدة سبرينغفال (ميشيغان)
سبرينغفال (بالإنجليزية: Springvale Township, Michigan)‏ هي بلدة تقع بولاية ميشيغان في الولايات المتحدة. تبلغ مساحتها 121.9 (كم²)، وترتفع عن سطح البحر 261 م، بلغ عدد سكانها 1727 نسمة في عام تعداد الولايات المتحدة 2000 حسب إحصاء مكتب تعداد الولايات المتحدة وتصل الكثافة السكانية فيها 14.9 نسمة/كم2.

## وصلات خارجية
- The US50 - Cities and Towns in Michigan State
- Michigan Cities and Towns, Facts, Map, Flag, Colleges, Government, and More